# Référendum de 2021 sur la création d'une région d'Éthiopie du Sud-Ouest
Un référendum sur la création d'une région d'Éthiopie du Sud-Ouest a lieu le 30 septembre 2021 en Éthiopie dans plusieurs zones de la région des nations, nationalités et peuples du Sud (RNNPS). La population est amenée à se prononcer sur la création d'une nouvelle région à part entière.
La création de la région d'Éthiopie du Sud-Ouest est approuvée à une écrasante majorité de plus de 98 % des suffrages exprimés. Elle devient effective le 23 novembre 2021.

## Contexte

Carte des régions éthiopiennes et des zones les composant. La région des nations, nationalités et peuples du Sud figure en violet clair.

### Historique
Depuis l'entrée en vigueur de la constitution de 1994, l’Éthiopie est un État fédéral divisé jusqu'en 2019 en neuf régions — parfois appelées États — établies sur des bases ethniques, auxquelles s'ajoutent deux « villes régions » pour la capitale Addis-Abeba et la seconde plus grande ville du pays, Dire Dawa. Les régions sont elles-mêmes divisées en soixante-huit zones. Elles disposent de pouvoirs limités en matière d'éducation, de santé et d'organisation du territoire, peuvent lever des impôts locaux et se choisir une langue officielle. 
L'ancienne province de Kaffa est ainsi supprimée lors de ce redécoupage pour être partagée entre la région des nations, nationalités et peuples du Sud (RNNPS) et l'Oromia. Cette région du Sud-Ouest éthiopien possède une culture très riche héritée de l’ancien royaume de Kaffa, fondé à la fin du XIVe siècle avant d'être dominé par l'empire éthiopien vers 1900.
Si la constitution utilise l’ethnicité comme base pour organiser la fédération, seules six des dix régions sont à nette prédominance mono-ethnique : l'Oromia, l'Afar, le Tigré, l'Amhara, la région Somali et la Sidama. Les quatre restantes, dont la région des nations, nationalités et peuples du Sud (RNNPS), sont pluriethniques.
Le référendum de 2021 intervient après la création un an plus tôt de la région Sidama, elle aussi l'objet d'un référendum local approuvé à 98 % en 2019.

## Organisation

Drapeau du projet de région du Sud-Ouest.

Le 6 octobre 2020, la Chambre de la fédération approuve à l'unanimité l'organisation d'un référendum pour constituer une nouvelle à partir de composantes de la Région des nations, nationalités et peuples du Sud sous le nom de région d’Éthiopie du Sud-Ouest. Cette dernière doit ainsi couvrir le district spécial de Konta et les cinq zones de Kaffa, Sheka, Bench Sheko, Dawuro et West Omo. 
Le référendum est initialement fixé au 29 août 2021. Le comité d'organisation du référendum de l'État régional du Sud-Ouest demande cependant le 5 juin 2021 à la Commission électorale nationale d'Éthiopie (NEBE) de repousser son organisation pour des raisons de sécurité. Le 20 mai, la NEBE le repousse au 21, puis au 6 septembre en raison de retards logistiques couplés aux Élections législatives éthiopiennes de 2021,.
La gestion du référendum et de ses probables conséquences centrifuges sur le système ethno-centré de l’Éthiopie est considérée comme un test crucial pour la politique d'ouverture démocratique du Premier ministre Abiy Ahmed en difficulté dans la guerre du Tigré au Nord du pays.

## Résultats
| Choix                     | Votes     | %     |
| ------------------------- | --------- | ----- |
| Pour                      | 1 221 092 | 98,07 |
| Contre                    | 24 024    | 1,93  |
|                           |           |       |
| Votes valides             | 1 245 116 | 98,61 |
| Votes blancs et invalides | 17 563    | 1,39  |
| Total                     | 1 262 679 | 100   |
| Abstention                | 81 943    | 6,09  |
| Inscrits/Participation    | 1 344 622 | 93,91 |

Approuvez-vous la régionalisation de la zone Sud Ouest?
| Pour 1 221 092 (98,07 %) |
| ▲                        |
| Majorité absolue         |

## Conséquences
Les résultats publiés par la Commission électorale nationale d'Éthiopie le 9 octobre donne une écrasante majorité aux partisans de la création de la nouvelle région. Celle ci est approuvée par la Chambre de la fédération le 30 octobre, la région devant se doter à terme d'une constitution après sa création. Cette dernière devient effective le 23 novembre 2021 sous le nom d’Éthiopie du Sud-Ouest. Negash Wagesho est nommé pour en prendre la tête.